# アウダックス・イタリアーノ
アウダックス・クルブ・スポルティーボ・イタリアーノ（Audax Club Sportivo Italiano (スペイン語発音: [ˈawðaks itaˈljano])）は、チリの首都サンティアゴに本拠を置くサッカークラブである。
イタリア系移民のグループによって、最初は主に自転車競技を扱うクラブとして1910年11月30日に創設された。1933年に始まったチリ全国リーグには初年度より参加し、1936年に初優勝した。1957年の4回目のリーグ優勝以降はタイトルから遠ざかっている。CDパレスティーノ、ウニオン・エスパニョーラとの対戦はクラシコ・デ・コロニアス (clásico de colonias) と呼ばれる。
ラ・フロリダにあるエスタディオ・ビセンテナリオ・デ・ラ・フロリダをホームスタジアムとして使用している。

## タイトル

### 国内タイトル
- リーグ：4回
  - 1936、1946、1948、1957

### 国際タイトル
なし

## 現所属メンバー
2016年6月7日現在
注：選手の国籍表記はFIFAの定めた代表資格ルールに基づく。
| No. | Pos. |              | 選手名                   |
| --- | ---- | ------------ | ------------------------ |
| 1   | GK   | チリ         | エルイン・サンウエサ     |
| 2   | DF   | チリ         | カルロス・ラブリン       |
| 3   | DF   | チリ         | ネルソン・サーベドラ     |
| 4   | MF   | チリ         | オスバルド・ボッソ       |
| 5   | DF   | チリ         | セバスティアン・シルバ   |
| 6   | DF   | チリ         | マティアス・カンポス     |
| 7   | MF   | チリ         | ブライアン・カラスコ     |
| 8   | MF   | チリ         | イバン・バスケス         |
| 9   | FW   | アルゼンチン | マルコス・リケルメ       |
| 10  | MF   | チリ         | レネ・メレンデス         |
| 11  | MF   | アルゼンチン | ダビド・ドロッコ         |
| 12  | FW   | チリ         | カミーロ・メリビル       |
| 13  | MF   | チリ         | セサル・コルテス         |
| 14  | MF   | アルゼンチン | フアン・パブロ・ミーニョ |

| No. | Pos. |              | 選手名                         |
| --- | ---- | ------------ | ------------------------------ |
| 15  | MF   | コロンビア   | ブライアン・カミーロ・レジェス |
| 16  | DF   | チリ         | ハンス・マルティネス           |
| 17  | FW   | ブラジル     | セルジオ・サントス             |
| 18  | FW   | チリ         | ディエゴ・バジェホス           |
| 19  | MF   | チリ         | ロベルト・ロメロ               |
| 20  | MF   | チリ         | エドゥアルド・ナバレテ         |
| 21  | DF   | チリ         | ニコラス・バルガス             |
| 22  | GK   | チリ         | ニコラス・ペリッチ             |
| 23  | DF   | チリ         | フアン・コルネホ               |
| 24  | DF   | チリ         | ホルヘ・ファウンデス           |
| 25  | GK   | チリ         | ホアキン・ムニョス             |
| 26  | MF   | チリ         | アレクシス・デルガド           |
| 27  | FW   | チリ         | ダウ・ガサレ                   |
| 28  | FW   | アルゼンチン | セバスティアン・ポル           |

## 歴代監督
- ラウール・エステベス (1946)
- ルイス・アラモス (1967-1968)
- エルナン・ゴドイ (1974-1977)
- エルナン・ゴドイ (1980-1981)
- ウーゴ・ベリー (1983)
- エルナン・ゴドイ (1985)
- エルナン・ゴドイ (1988)
- オスカル・メネセス (1993-1994)
- オスカル・デル・ソラール (2000-2001)
- エルナン・ゴドイ (2001-2002)
- クラウディオ・ボルギ (2003)
- ハイメ・ピサーロ (2005)
- オスカル・メネセス (2005)
- パブロ・マリーニ (2009-2010)
- マルセロ・バルティシオット (2010)
- オマル・ラブルナ (2010-2012)
- パブロ・マリーニ (2012-2013)

## 歴代所属選手
- エルネスト・アルバレス 1959-1965
- ジジーニョ 1961-1962
- クラウディオ・ボルギ 1995-1998
- リカルド・バエス 1998
- サルバドール・カバニャス 2001-2003
- カルロス・ビジャヌエバ 2004-2008
- フランコ・ディ・サント 2006-2007
- ニコラス・コルヴェット 2007-2008
- セバスティアン・ロッコ 2008
- フェリペ・モラ 2011-2016